# Cristina Carp
Cristina Carp (Tecuci, 28 luglio 1997) è una calciatrice rumena, attaccante dello Young Boys e della nazionale rumena.

## Biografia
Cristina Carp è nipote di Stelian Stancu, anch'egli calciatore, di ruolo difensore, con cui ha condiviso la passione per il calcio.

## Carriera

### Club
Dopo aver iniziato l'attività agonistica nelle formazioni giovanili miste, all'età di 15 anni Carp si trasferisce alla sua prima squadra interamente femminile, l'U Olimpia Cluj. Inserita ben presto nella rosa della prima squadra dal tecnico Mirel Albon, dalla stagione 2015-2016 alla 2018-2019 conquista quattro titoli di Campione di Romania alla quale si aggiunge una Coppa di Romania nel 2017. Grazie ai risultati ottenuti in campionato, Carp fa il suo esordio in UEFA Women's Champions League l'11 agosto 2015, in occasione della fase di qualificazione della stagione 2015-2016, nell'incontro vinto per 4-0 sulle estoni del Pärnu JK. In Champions League va a segno per la prima volta durante le qualificazioni della stagione 2017-2018, sua la rete con cui la sua squadra batte le avversarie del Žytlobud-2 Charkiv e quella che apre le marcature con le gallesi dello Swansea City, ripetendosi durante le successive qualificazioni, a segno in tutte le tre partite del gruppo 6, non riuscendo tuttavia mai ad accedere alla fase successiva.
Nell'agosto 2019 si trasferisce alle italiane della Pink Sport Time, per giocare con la società barese la stagione 2019-2020, per la prima volta in un campionato fuori dei confini nazionali, la Serie A.
Dopo una stagione in Italia, nel luglio 2020 va a giocare in Danimarca, accordandosi con il Fortuna Hjørring, dove matura 11 presenze in campionato, siglando 2 reti, entrambe all'AaB, rispettivamente nella gara di andata e in quella di ritorno, inoltre ha occasione di tornare a giocare la Champions League, scendendo brevemente in campo nei due incontri vittoriosi nei sedicesimi di finale contro le slovene del Pomurje.
Durante la sessione invernale di calciomercato lascia la squadra danese per trasferirsi in Svizzera al Lugano, fino a quel momento all'ultimo posto in campionato, alla ricerca di trovare sufficiente competitività per evitare la retrocessione

### Nazionale
Carp inizia ad essere convocata dalla Federazione calcistica della Romania (Federația Română de Fotbal - FRF) fin dal 2013, vestendo inizialmente la maglia della formazione Under-17 con la quale fa il suo esordio in una competizione ufficiale UEFA il 30 settembre di quell'anno, durante l'incontro perso dalla Romania 2-1 con le avversarie dell'Islanda, partita valida per le qualificazioni, fase élite, all'Europeo di Inghilterra 2014, giocando le rimanenti due partite che, perse entrambe, fanno fallire l'accesso alla fase finale del torneo.
Nel 2015 viene convocata anche nella formazione Under-19 impegnata nelle qualificazioni, all'Europeo di Slovacchia 2016. Carp, impiegata in tutti i tre incontri preliminari, condivide con le compagne le sorti della sua nazionale che, inserita nel gruppo 9, non riesce a superare la prima fase venendo subito eliminata dal torneo.
Del 2016 è il suo debutto nella nazionale maggiore, inserita in rosa dal Commissario tecnico Mirel Albon, già suo allenatore nell'Olimpia Cluj, in occasione della Balaton Cup 2016 e dove debutta nell'incontro vinto sulla Serbia per 4-3. In seguito Albon continua a concederle fiducia convocandola nel corso delle qualificazioni al Mondiale di Francia 2019.

## Palmarès

### Club
- Campionato rumeno: 4

Olimpia Cluj: 2015-2016, 2016-2017, 2017-2018, 2018-2019
- Campionato italiano di Serie B: 1

Como: 2021-2022
- Coppa di Romania femminile: 1

Olimpia Cluj: 2016-2017